# José Antonio González Linares
José Antonio „Toño“ González Linares (* 25. Februar 1946 in San Felices de Buelna) ist ein ehemaliger spanischer Radrennfahrer und nationaler Meister im Radsport.

## Sportliche Laufbahn
Er war Teilnehmer der Olympischen Sommerspiele 1968 in Mexiko-Stadt. Im Mannschaftszeitfahren wurde er mit Nemesio Jiménez, José Gómez und Miguel María Lasa auf dem 12. Rang klassiert. Als Amateur siegte er 1967 in der Vuelta a Navarra und bestritt die Tour de l’Avenir.
1970 gewann er die nationale Meisterschaft im Straßenrennen vor Jesús Aranzabal und siegte auf der 1. Etappe der Tour de France. 1972 (zwei Etappensiege), 1975 (ein Etappensieg), 1977 (ein Etappensieg), und 1978 (ein Etappensieg) gewann González Linares die Baskenland-Rundfahrt. 1972 siegte er in der Kantabrien-Rundfahrt. 1973 gewann er die Vuelta a la Comunidad Valenciana, 1975 eine Etappe der Asturien-Rundfahrt (wie auch 1977), 1976 die 1. Etappe der Vuelta a España und 1977 den Gran Premio Pascuas.
Die Tour de France fuhr er 1970 (56.) und 1973 (47.). Den Giro d’Italia bestritt er 1974 (28.), 1975 (50.). 1972, 1976 und 1977 schied er jeweils aus. In der Vuelta a España war er zehnmal am Start. Seine besten Ergebnisse im Gesamtklassement hatte er als Fünfter 1972 und Sechster 1974. Von 1969 bis 1978 fuhr er für das Radsportteam Kas. Insgesamt errang er als Profi 29 Siege.

## Berufliches
Nach seiner Sportkarriere wurde Kommunalpolitiker und Bürgermeister seiner Heimatgemeinde. Dem Radsport blieb er als Betreuer eines regionalen Radsportteams und Funktionär verbunden.